# Oscar 2002
Cea de-a 74-a ediție a Premiilor Academiei Americane de Film a avut loc pe 24 martie 2002 la Kodak Theatre din Hollywood, California. Gazda show-lui a fost Whoopi Goldberg.

## Cel mai bun film
- A Beautiful Mind
- Gosford Park
- In the Bedroom
- Lord of the Rings: The Fellowship of the Ring
- Moulin Rouge!

## Cel mai bun regizor
- Ron Howard - A Beautiful Mind
- Robert Altman - Gosford Park
- Peter Jackson - The Lord of the Rings: The Fellowship of the Ring
- David Lynch - Mulholland Dr.
- Ridley Scott - Black Hawk Down

## Cel mai bun actor
- Denzel Washington - Training Day
- Russell Crowe - A Beautiful Mind
- Sean Penn - I Am Sam
- Will Smith - Ali
- Tom Wilkinson - In the Bedroom

## Cea mai bună actriță
- Halle Berry - Monster's Ball
- Judi Dench - Iris
- Nicole Kidman - Moulin Rouge!
- Sissy Spacek - In the Bedroom
- Renée Zellweger - Bridget Jones's Diary

## Cel mai bun actor în rol secundar
- Jim Broadbent - Iris
- Ethan Hawke - Training Day
- Ben Kingsley - Sexy Beast
- Ian McKellen - The Lord of the Rings: The Fellowship of the Ring
- Jon Voight - Ali

## Cea mai bună actriță în rol secundar
- Jennifer Connelly - A Beautiful Mind
- Helen Mirren - Gosford Park
- Maggie Smith - Gosford Park
- Marisa Tomei - In the Bedroom
- Kate Winslet - Iris

## Cel mai bun film de animație
- Shrek
- Jimmy Neutron: Boy Genius
- Monsters, Inc.

## Cel mai bun film străin
- No Man's Land (Bosnia)
- Amélie (Franța)
- Elling (Norvegia)
- Lagaan (India)
- Son of the Bride (Argentina)